# Chaetodon falcula
Chaetodon falcula là một loài cá biển thuộc chi Cá bướm (phân chi Rabdophorus) trong họ Cá bướm. Loài này được mô tả lần đầu tiên vào năm 1795.

## Từ nguyên
Danh từ định danh falcula trong tiếng Latinh có nghĩa là "lưỡi liềm nhỏ", hàm ý đề cập đến hai vệt đen hình nêm ở thân trên mà trong tranh minh họa của mình, Bloch đã vẽ chúng có hình dạng giống như lưỡi liềm.

## Phạm vi phân bố và môi trường sống
Từ Kenya dọc theo bờ biển Đông Phi đến Nam Phi, C. falcula được phân bố trải dài về phía đông, băng qua mũi nam Ấn Độ và hầu hết các đảo quốc trên Ấn Độ Dương đến bờ tây Thái Lan và đảo Java (Indonesia).
C. falcula sống tập trung ở những khu vực mà san hô phát triển phong phú trên các rạn viền bờ hay trong đầm phá, độ sâu đến ít nhất là 15 m.

## Mô tả
C. falcula có chiều dài cơ thể lớn nhất được ghi nhận là 20 cm. Loài này có màu trắng, được bao quanh bởi màu vàng dọc theo phần lưng, một phần thân trên và thân sau. Màu vàng lan rộng sang toàn bộ vây lưng, vây hậu môn cũng như vây đuôi, và trên các vây này thường có các vệt sọc đỏ. Hai bên thân với những đường sọc dọc mảnh, màu đen. Đầu có một dải đen băng dọc qua mắt. Một vạch đen trên cuống đuôi. Vây ngực trong suốt. Vây bụng trắng muốt.
Số gai ở vây lưng: 12–13; Số tia vây ở vây lưng: 23–25; Số gai ở vây hậu môn: 3; Số tia vây ở vây hậu môn: 20–21; Số tia vây ở vây ngực: 15–16; Số gai ở vây bụng: 1; Số tia vây ở vây bụng: 5.

## Phân loại học
C. falcula là loài chị em gần nhất với Chaetodon ulietensis, và cả hai hợp thành nhóm chị em xa hơn với Chaetodon lineolatus, Chaetodon oxycephalus và Chaetodon semilarvatus dựa trên kết quả phân tích phát sinh chủng loại phân tử (C. semilarvatus là họ hàng xa của cả bốn loài còn lại).
Nhìn chung, tất cả các loài này đều có những sọc dọc trên cơ thể, trừ C. semilarvatus màu vàng, bốn loài còn lại có thân màu trắng, thân sau màu vàng. C. falcula và C. ulietensis có thể dễ dàng phân biệt với các chị em còn lại nhờ vào hai vệt xám đen ở thân trên, nhưng C. ulietensis không có màu vàng ở lưng như C. falcula, và vệt đen của C. ulietensis nhạt và nhỏ hơn C. falcula.

## Sinh thái học
Thức ăn của C. falcula là các loài thủy sinh không xương sống. Tuy cũng ăn san hô nhưng đây không phải là thức ăn chủ yếu của chúng.
C. falcula thường kết đôi với nhau nhưng cũng có thể hợp thành đàn nhỏ lên đến 20 cá thể. Ngoài ra, C. falcula có thể bắt cặp khác loài với C. ulietensis.

## Thương mại
C. falcula được thu thập trong các hoạt động thương mại cá cảnh. Loài này thường được xuất khẩu từ Sri Lanka.